# Ястребиный канюк
Ястребиный канюк (лат. Butastur indicus) — хищная птица семейства ястребиных. Подвидов не выделяют. Распространен в Восточной Азии — в Японии, Северном Китае, в России в Приморье на запад до Малого Хингана, на север до устья реки Буреи. На всём протяжении ареала редок. Населяет местности, где леса граничат с лугами, лесными полянами, болотами и полями.
Ястребиный канюк — птица средних размеров. Полёт преимущественно машущий. Перелетная птица, зимующая в Юго-Восточной Азии и в небольшом числе на индо-австралийских островах.
Основные объекты питания — лягушки, змеи, ящерицы и крупные жуки. Полёвок и мышей ястребиный канюк ловит не часто. Гнездится, как правило, на деревьях. Гнездо ястребиного сарыча невелико, диаметр построек, обычно располагающихся высоко на деревьях, не превышает 30 см.